# 三木美
三木 美（みき みい、1988年8月9日 - ）は、日本の女性声優。ケンユウオフィス所属。北海道出身。日本工学院八王子専門学校、Talk back養成所卒業。

## 出演

### テレビアニメ
2012年
- しろくまカフェ（女性）

2013年
- マギ（フェニクス）

2014年
- Wake Up, Girls!（2014年 - 2017年、講師、ダンスコーチ）- 2シリーズ
- トライブクルクル（2014年 - 2015年、桜坂ヒナタ、花見客）

2015年
- 銀魂゜（隊士B）
- ベイビーステップ（榊原コーチ）

2016年
- ベルセルク（リュシー、難民、村人）
- サザエさん

### 劇場アニメ
2014年
- STAND BY ME ドラえもん

2015年
- 屍者の帝国

### Webアニメ
- 佐賀県を巡るアニメーション「約束の器 有田の初恋」「冬の誓い 夏の祭り 武雄の大楠」（2016年、生徒たち、ガイド）

### ゲーム
2010年
- 赤い刀（秋明菊、オペレーター）

2011年
- 赤い刀 真（秋明菊、ナレーション）
- マブラヴ オルタネイティヴ クロニクルズ 憧憬（オペレーターA）

2014年
- NAtURAL DOCtRINE（女性兵士）
- The Elder Scrolls Online

2015年
- ザクセスヘブン（我那覇奈央、月成菜乃花）

2018年
- 逆転オセロニア（モアパルデ）
- Life Is Strange: Before the Storm（セラ・ギアハート）

2019年
- Apex Legends（バンガロール）

2020年
- The Last of Us Part II

2022年
- ファイアーエムブレム ヒーローズ（2022年 - 2024年、マトイ、ティアモ〈2代目〉）

2023年
- モンスターユニバース（アイネ）

2024年
- ファイナルファンタジーVII リバース

2025年
- 無期迷途（イェレナ）

### ドラマCD
- 玉響（子供）
- 清澗寺家シリーズ7 罪の褥も濡れる夜（令嬢）

### 吹き替え

#### 映画
- アナコンダvs.殺人クロコダイル
- イケてる私とサエない僕
- インヒアレント・ヴァイス
- インデペンデンス・デイ2014（イライザ〈アンドレア・ブルックス〉）
- イントゥ・ザ・ストーム（ジェニー）
- イニョン王妃の男（イニョン王妃〈キム・ヘイン〉）
- X-MEN:フューチャー&パスト
- お!バカんす家族
- ギヴァー 記憶を注ぐ者（ローズマリー〈テイラー・スウィフト〉）
- キャプチャー・ザ・フラッグ 月への大冒険!（サマンサ・ゴールドウィング〈マルタ・バルバ〉）
- キラー・エリート（ダイアン〈ジェイミー・マクダウェル〉）
- クライモリ デッド・ホテル
- クリスマスを取り戻せ!リトルドラゴンとサンタの魔法の石（ロズリン〈パリス・ワーナー〉）
- グレート デイズ! ―夢に挑んだ父と子―（ソフィー〈ソフィー・ド・フルスト〉）
- サニー 永遠の仲間たち
- ザ・ベイ（マーシャ・ローゼンブラット〈ローレン・コーン〉）
- 仁寺洞スキャンダル-神の手を持つ男-（ユン館長）
- ジュラシック・ワールド（後席の女の子）
- スサミ・ストリート全員集合 〜または“パペット・フィクション”ともいう〜（ヴァネッサ[5]〈ラナ・クーパー〉）
- トカレフ（ケイトリン・マグワイア〈オーブリー・ピープルズ〉）
- ドローン・オブ・ウォー
- バッド・アス ジャスティス・リターンズ
- ピーウィーのビッグ・ホリデー ※Netflix配信
- ピエロがお前を嘲笑う（マリ〈ハンナー・ヘルツシュプルンク〉）
- ホーンズ 容疑者と告白の角（メリン・ウィリアムズ〈ジュノー・テンプル〉）
- ポリス・ストーリー/レジェンド（ケンカ女）
- やさしい本泥棒
- ラスト・リゾート 孤高の戦艦
- レフトビハインド（キミー〈ステファニー・オノレ〉）
- 私にもできる!イケてる女の10（以上）のこと

#### ドラマ
- アンダーカバー・ボス5 社長潜入調査 #8 #11 #15
- アガサ・クリスティー トミーとタペンス トミーとタペンス -2人で探偵を- #2
- イニョプの道（ユノク〈イ・シア〉）
- ウォーキング・デッド シーズン4 (ロジータ、リジー)
- エレメンタリー3 ホームズ&ワトソン in NY #5
- GIRLS/ガールズ
- キャッスル　〜ミステリー作家は事件がお好き シーズン4 #2
- 救命医ハンク セレブ診療ファイル シーズン5（モリー〈アレクサンドラ・ソーシャ〉）
- ケネディ家の人びと（オペレーター）
- ゴーティマー・ギボン 〜ふしぎな日常〜（アビゲイル〈ココ・グレイソン〉）
- CSI:13 科学捜査班 #21
- CSI:15 科学捜査班（ジーナ・ブライアント）#2
- CSI:ニューヨーク9 #8
- CSI:サイバー #2
- SUITS/スーツ5 #6
- STALKER: ストーカー犯罪特捜班 #16
- スーパーナチュラル シーズン9 #16
- スキャンダル 託された秘密 #1
- スパルタカスIII ザ・ファイナル（コーレ〈ジェナ・リンド〉）
- ストライクバック3:極秘ミッション #9
- スキップ・ビート! 〜華麗的挑戦〜
- sense8/センス シーズン8 #11 #12
- Narcos/ナルコス
- ナイトシフト2 真夜中の救命医
- チェスター動物園を作ろう
- ドリームハイ2（シン・ヘソン〈カン・ソラ〉）
- 馬医（ホン・ミグム〈オ・ウノ〉）
- HAWAII FIVE-0（ミシェル・ウィー〈本人役〉、リア〈ブリアン・ハウィー〉）
- FOREVER Dr.モーガンのNY事件簿 #1 #15
- ブラインドスポット タトゥーの女（ソーヤー 他）※異なる役で準レギュラー
- BOSCH/ボッシュ シーズン2 #7
- BONES シーズン8 ※異なる役で準レギュラー
- THE MENTALIST メンタリストの捜査ファイル4 #16
- ヤング・ポープ 美しき異端児（エスター〈リュディヴィーヌ・サニエ〉）
  - ニュー・ポープ 悩める新教皇[6]
- Life 真実へのパズル
- ライ・トゥ・ミー 嘘は真実を語る（ポーラ〈ジーナ・ラヴェラ〉）
- リゾーリ&アイルズ ヒロインたちの捜査線 シーズン5 #14

#### 海外アニメ
- ロストティーンエイジャー(ミラ)＊主役

#### その他
- プロジェクト・ランウェイ シーズン9（ダニエル・エブリン、マリン・アッカーマン、カーラ）

### ナレーション
- ドキュメンタリー エリザベス女王の60年（2012年、BSプレミアム）
- 神奈川県茅ヶ崎市広報番組 ハーモニアスちがさき（ケーブルテレビ）

### ボイスオーバー
- 奇跡体験!アンビリバボー（フジテレビ）
- BS世界のドキュメンタリー（NHK BS）
- 地球ドラマチック（NHK総合）
  - 「赤ちゃんがやってくる!〜お兄ちゃんお姉ちゃんになるとき〜」（2016年）

### ラジオ
- 明・めぐみのドリーム・ドリーム・パーティ（文化放送）
- ザ・デビュー（エフエムさがみ、ナビゲーター）

### その他
- 神奈川県茅ヶ崎市オリジナル広報キャラクター（ちがさ貴族のえぼし麻呂、波の妖精ミーナの声）
- 日本工学院かまた祭り メガ洒落（MC）
- スキーバスツアー情報番組「ビッグホリデーシュプールTV」（ナビゲーター）